# Charles Bent
Charles Bent (11 de noviembre de 1799 - 19 de enero de 1847) fue un hombre de negocios y político estadounidense que se desempeñó como el primer gobernador civil de los Estados Unidos del territorio de Nuevo México, por el gobernador militar, Stephen Watts Kearny, en septiembre de 1846, después de ocuparlo.
Trabajó como comerciante de pieles en la región de Nuevo México desde 1828, con su hermano menor, William, y su posterior socio Ceran St. Vrain . Aunque su oficina estaba en Santa Fe, Bent mantuvo su residencia y su comercio en Taos, Territorio de Nuevo México. 

## Primeros años de vida
Charles Louis Bent nació en Charleston, Virginia, fue el hijo mayor del juez Silas Bent y su esposa Martha Kerr.

## Carrera
Después de dejar el ejército, en 1828, Charles y su hermano menor, William, tomaron una caravana de mercancías de San Luis a Santa Fe . Allí establecieron contactos mercantiles y comenzaron una serie de viajes comerciales de ida y vuelta por el Camino de Santa Fe . En 1832, formó una sociedad con Ceran St. Vrain, otro comerciante de San Luis, a la que llamaron Bent & St. Vrain Company . Además de su tienda en Taos, Nuevo México, la empresa comercial estableció una serie de puestos comerciales fortificados para facilitar el comercio, tales como Fort Saint Vrain en el río Platte Sur, Bent's Fort en el río Arkansas, ambos en Colorado, y Fort Adobe en el río Canadiano .

### Gobernador Territorial
Después de la ocupación de Nuevo México, muchos de sus habitantes no estaban contentos con el nuevo gobierno estadounidense. Algunos lamentaban la pérdida de la antigua conexión con México, otros temían la pérdida de sus bienes privados y otros odiaban a Bent, el gobernador territorial de Nuevo México que sirvió bajo la ocupación estadounidense durante la guerra, debido a su actitud negativa hacia los mexicanos. En diciembre de 1846, las familias influyentes del estado comenzaron a planear una revuelta contra sus nuevos gobernantes. El gobernador y el coronel Price se enteraron de la conspiración y algunos de los líderes del movimiento fueron arrestados, pero dos importantes lograron escapar.

## Muerte
En enero de 1847, mientras se desempeñaba como gobernador territorial, Bent viajó a Taos sin protección militar. Después de llegar, fue asaetado, arrancada la cabellera vivo y finalmente asesinado en su casa por un grupo de atacantes nativos americanos del pueblo, bajo las órdenes de conspiradores mexicanos que iniciaron la Revuelta de Taos. Bent fue enterrado en el Cementerio Nacional de Santa Fe.
Los insurgentes no lastimaron a las mujeres y los niños de la casa de Bent, y los miembros restantes de la familia huyeron a la puerta de al lado a través de un agujero que abrieron en la pared del salón.
En los meses siguientes, el coronel Price pudo sofocar el levantamiento, que finalizó en julio de 1847. La mayoría de los rebeldes fueron capturados y algunos de ellos fueron ejecutados.

## Vida personal
En 1835, Charles "Carlos" Bent se casó con María Ignacia Jaramillo, quien nació en Taos, Nuevo México . La hermana menor de María, Josefa Jaramillo, se casaría más tarde con Kit Carson . 

## Legado
Bent y el reconocido explorador fronterizo Christopher "Kit" Carson se casaron con hermanas. Maria Ignacia Bent sobrevivió a su esposo por 36 años y murió el 13 de abril de 1883. Los Bent tuvieron dos hijas, Teresina y Estefana (Estefania) y un hijo, Alfred. Maria Bent y los Carson están enterrados en el cementerio de Kit Carson en Taos.

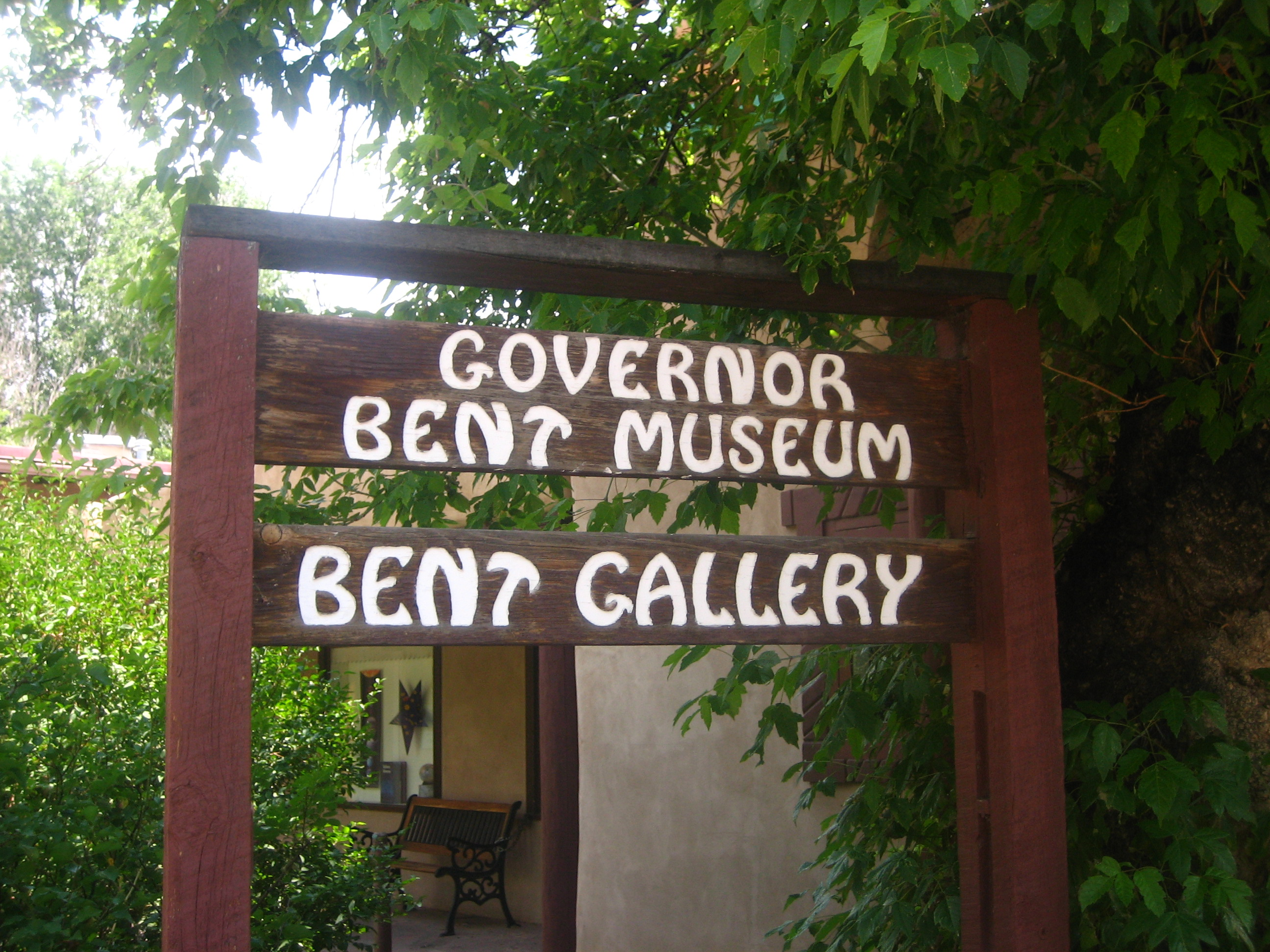
Cartel que dirige a los visitantes a la Casa/Museo y Galería del Gobernador Bent en Taos

Bent Street, que corre frente a lo que había sido su casa en Taos, y Martyr's Lane, que corre detrás de él, llevan su nombre.
La casa del gobernador Charles Bent es ahora un museo . Una escuela primaria en el noreste de Albuquerque lleva el nombre de Bent.

## Obras
Bent documentó a los pueblos indígenas de Nuevo México en un ensayo que se publicó póstumamente en el estudio de Henry Schoolcraft sobre los indios americanos:
- Bent, Charles (1846). «Indian Tribes of New Mexico».  En Schoolcraft, Henry R, ed. Information respecting the history, condition and prospects of the Indian tribes of the United States I. Philadelphia: Lippincott, Grambo & Company, 1851. pp. 242-246. ISBN 9780598563460.